# Minnehaha (bateau à vapeur)
 (janvier 2022).
Pour les articles homonymes, voir Minnehaha.
Le Minnehaha est un bateau à vapeur d'excursion sur le lac Minnetonka dans l'État américain du Minnesota. Le navire était à l'origine en service entre 1906 et 1926. Après avoir été sabordé en 1926, le Minnehaha a été renfloué du fond du lac Minnetonka en 1980, restauré et remis en service actif en 1996. Le navire a opéré sans interruption sur le lac Minnetonka jusqu'en 2019. Il est actuellement stocké dans une installation de maintenance dans la ville d'Excelsior.

## Historique
Minnehaha a été construit par la Twin City Rapid Transit Company (en) (TCRT) en 1906 et a fourni un transport rapide et fiable aux résidents du lac Minnetonka pendant une grande partie du début du XXe siècle. Il a navigué aux côtés de cinq navires jumeaux identiques nommés Como, Harriet, Hopkins, Stillwater et White Bear. Les pièces et les matériaux des bateaux ont été préfabriqués chez Moore Boat Works à Wayzata et assemblés à l'atelier de tramway TCRT dans le sud de Minneapolis. De là, l'embarcation finie a été transportée par wagon plat jusqu'à Excelsior et lancée dans le lac Minnetonka.
Le service Express Boat a commencé le 25 mai 1906 à partir de Minnetonka Beach. Plus tard cette année-là, un terminal de transfert de tramway a été achevé à Excelsior, et tous les itinéraires ont embarqué et débarqué à partir de là. La fonction principale assignée aux bateaux express était de fournir un transport rapide et fiable aux résidents saisonniers du lac Minnetonka qui se rendaient au travail à Minneapolis et à Saint Paul. Les bateaux s'arrêtaient à 26 débarcadères désignés autour du lac et, s'ils étaient signalés, à des quais privés appropriés.
Les bateaux-tramway se sont avérés très réussis et solvables sur le plan économique pendant de nombreuses années. Un septième navire nommé Excelsior a été ajouté à la flotte en 1915 en raison de l'achalandage élevé. Cependant, l'achalandage a chuté lorsque les routes ont été améliorées autour du lac Minnetonka au début des années 1920. TCRT a réduit le service de bateaux à vapeur après 1921 et a interrompu tout service de bateaux à vapeur sur le lac Minnetonka en 1926. Trois des bateaux ont été sabordés cet été-là, dont Minnehaha. Trois autres ont été démolis. L'un des navires, le Hopkins, a été vendu à une entité privée et utilisé comme bateau d'excursion jusqu'à ce qu'il soit lui aussi sabordé en 1949.
En 1979, un plongeur nommé Jerry Provost a localisé l'épave de Minnehaha au fond du lac Minnetonka. Un an plus tard, Provost et son entreprise de construction sous-marine l'ont soulevé renfloué pour le restaurer et peut-être de le remettre au service des passagers. Cependant, en raison d'un ensemble de circonstances juridiques, Minnehaha est resté en cale sèche pendant 10 ans. Après de nombreux litiges, la propriété du navire a finalement été transférée à la Steamboat Division du Minnesota Transportation Museum en 1990, et un effort de restauration complet a été lancé. Le projet, qui a coûté environ 500.000 $, s'est poursuivi pendant six ans. Minnehaha est finalement revenu au service passagers le 25 mai 1996 et a opéré sur le lac Minnetonka en tant que navire d'excursion jusqu'en 2019.
Minnehaha est actuellement détenue et exploitée par le Museum of Lake Minnetonka (MLM), une organisation à but non lucratif et entièrement bénévole basée à Excelsior. Le MLM s'est formé lors d'une restructuration du Minnesota Transportation Museum (MTM) en 2004 et n'est plus associé à l'ancienne organisation. Le MLM a exploité Minnehaha en tant que navire d'excursion hors des communautés d'Excelsior et de Wayzata jusqu'en 2019. À partir de 2020, Minnehaha est temporairement hors service tandis que le MLM cherche un domicile permanent pour stocker et relancer le navire. Minnehaha a été ajoutée au Registre national des lieux historiques le 25 octobre 2021.

## Galerie

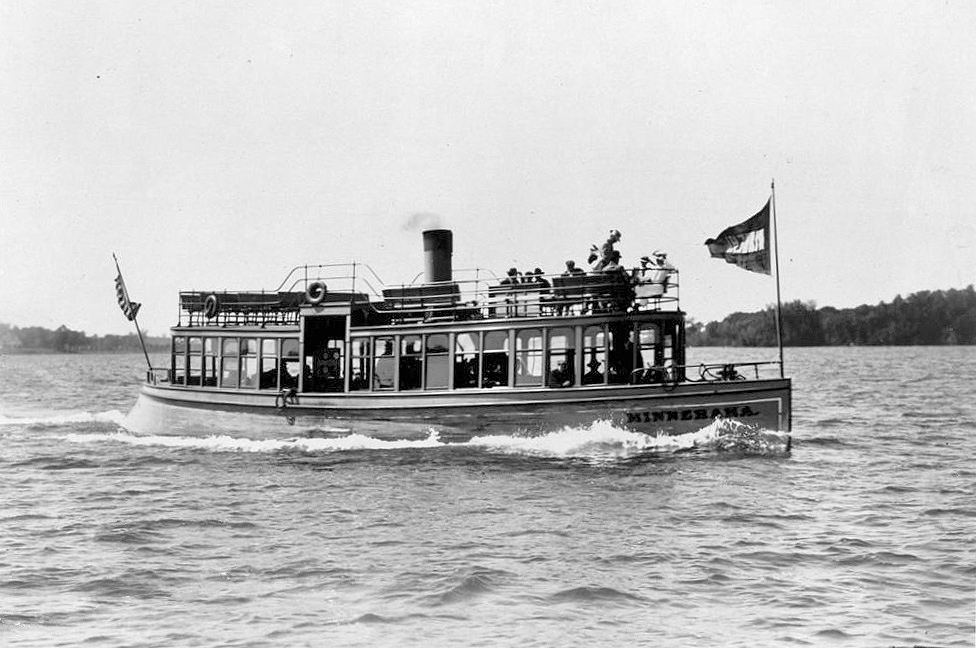
Minnehaha in 1906
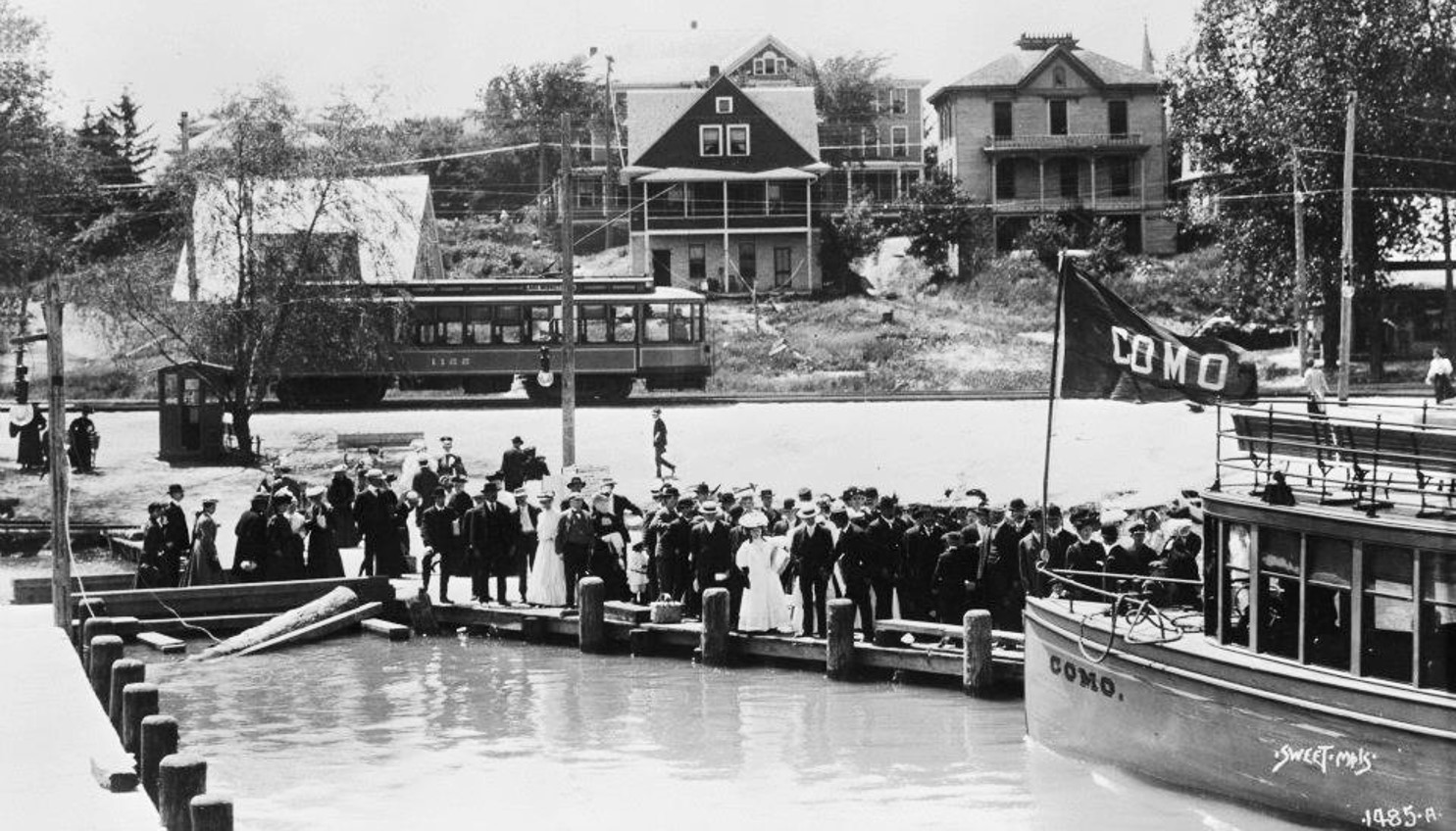
Express Boat Como en 1906
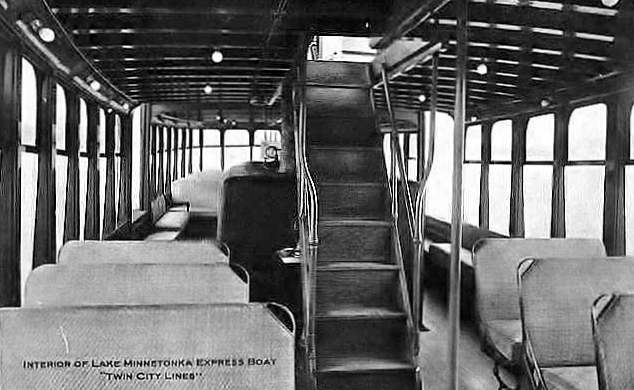
Intérieur en 1906
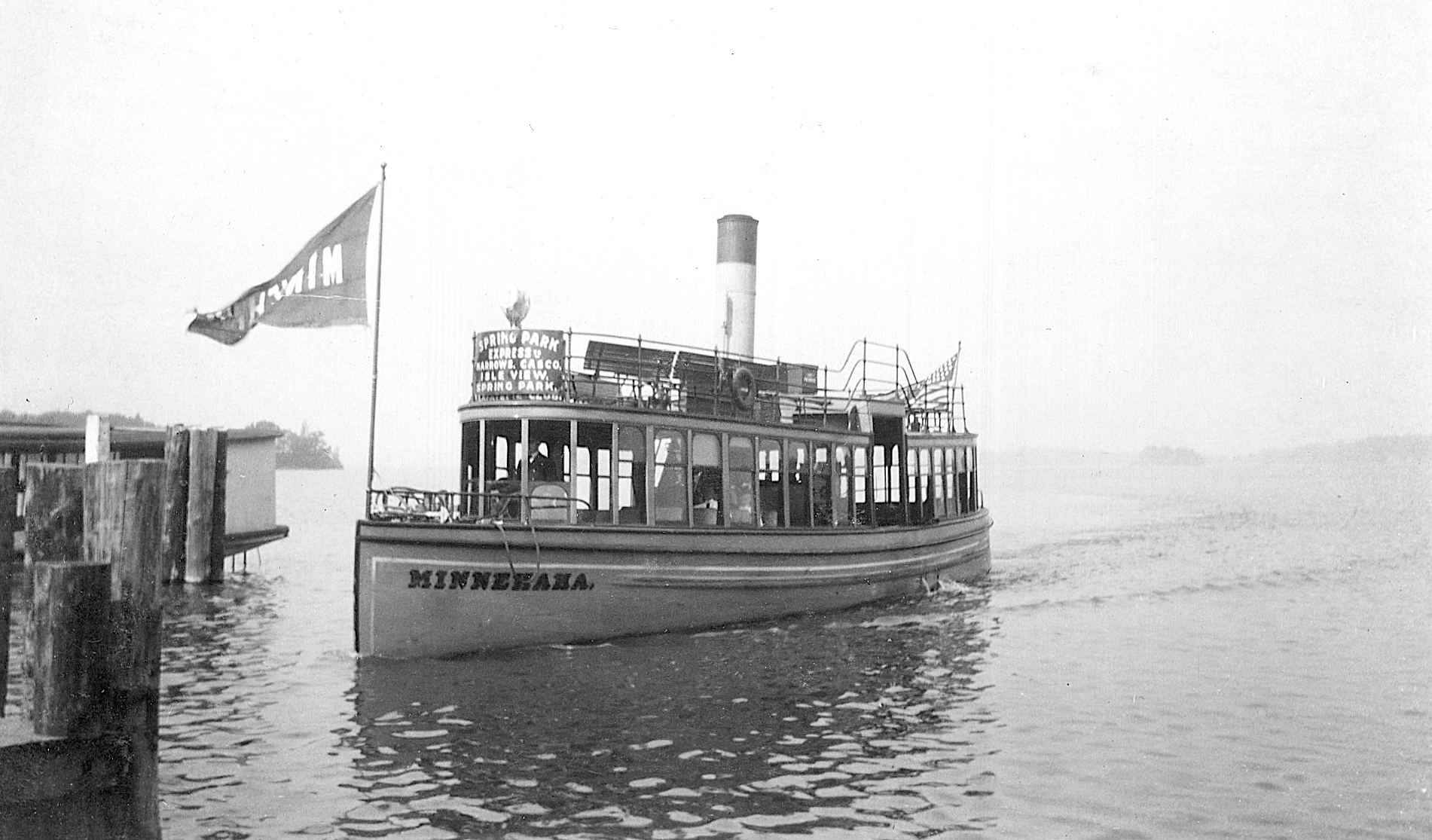
Minnehaha c. 1910
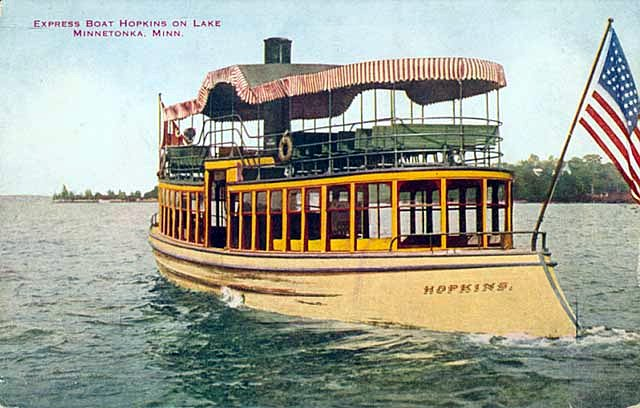
Express Boat Hopkins en 1912
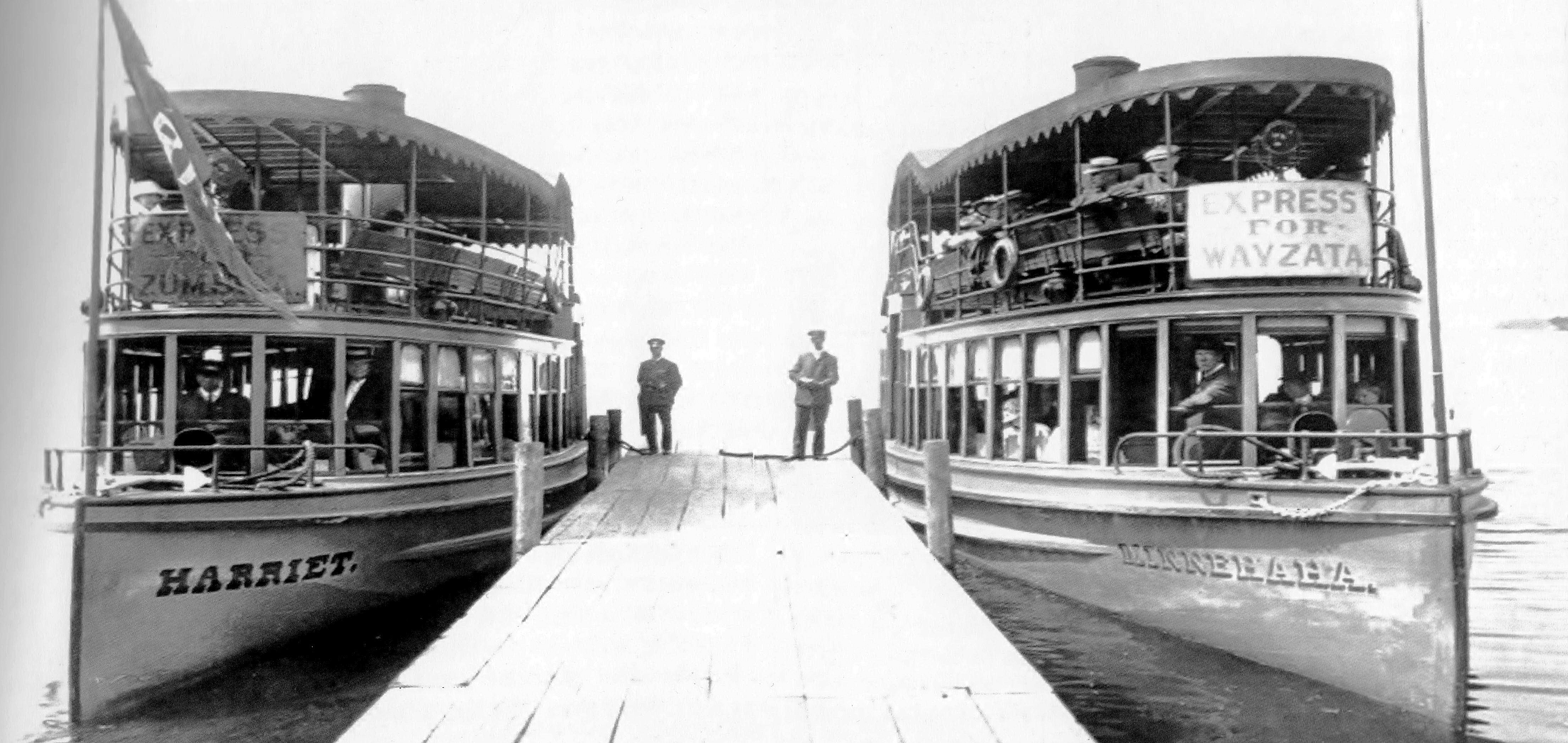
Express Boats Harriet et Minnehaha en 1912
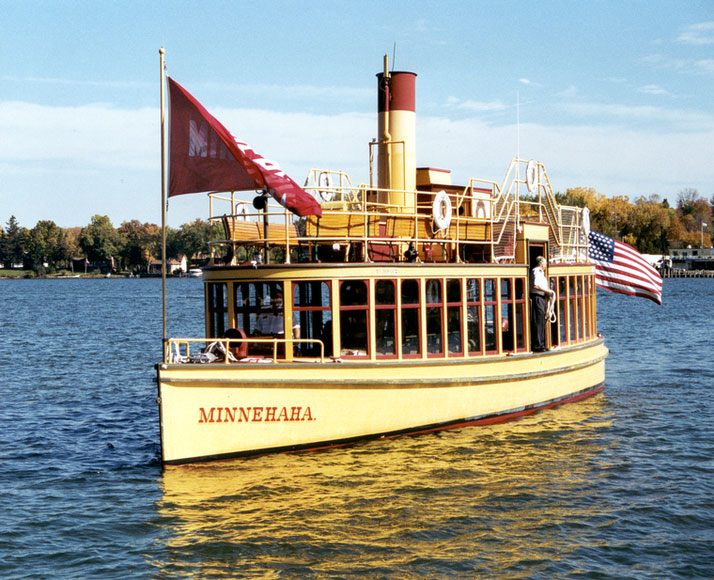
Minnehaha  en 1999
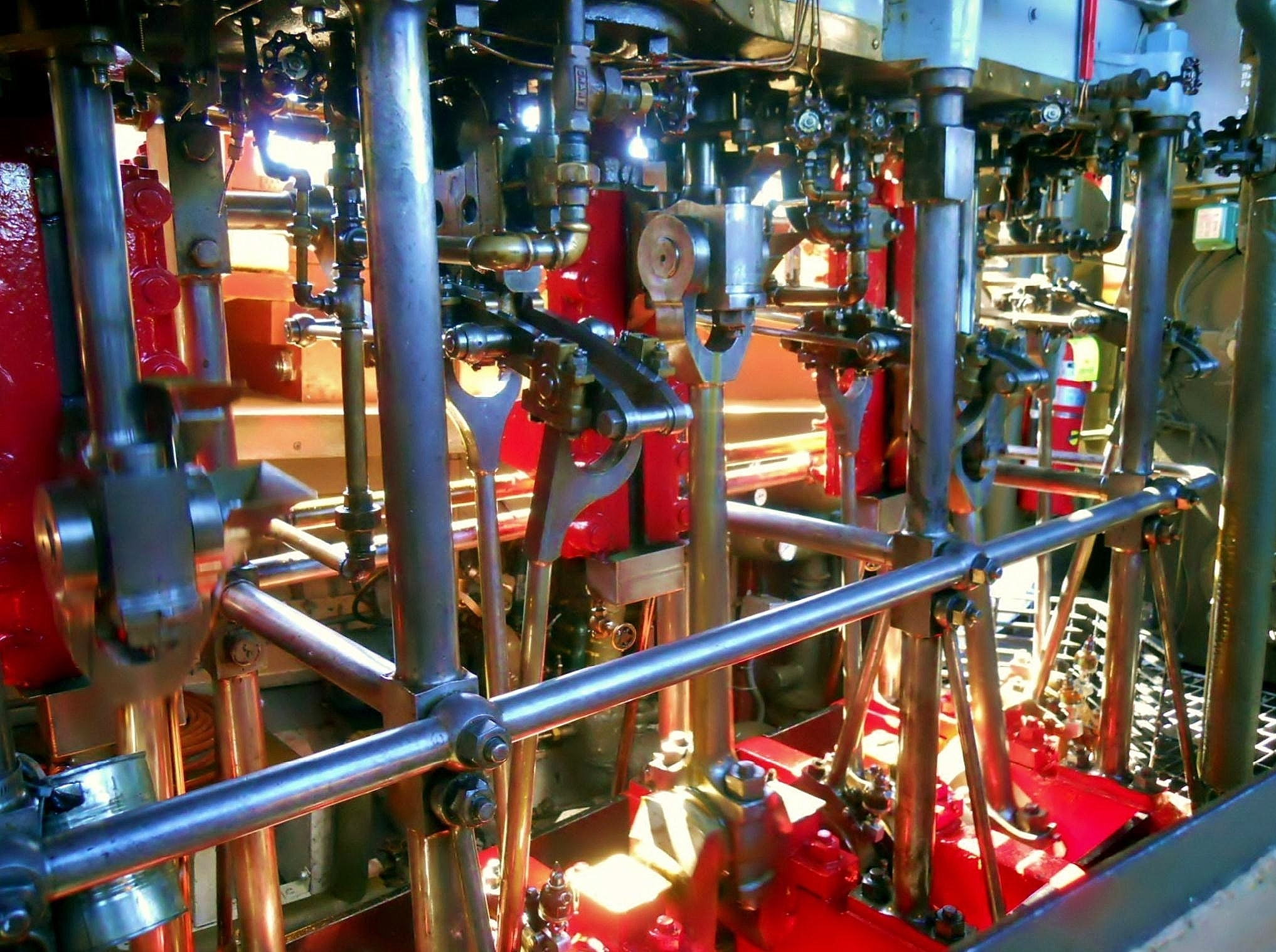
Machine à vapeur du Minnehaha'
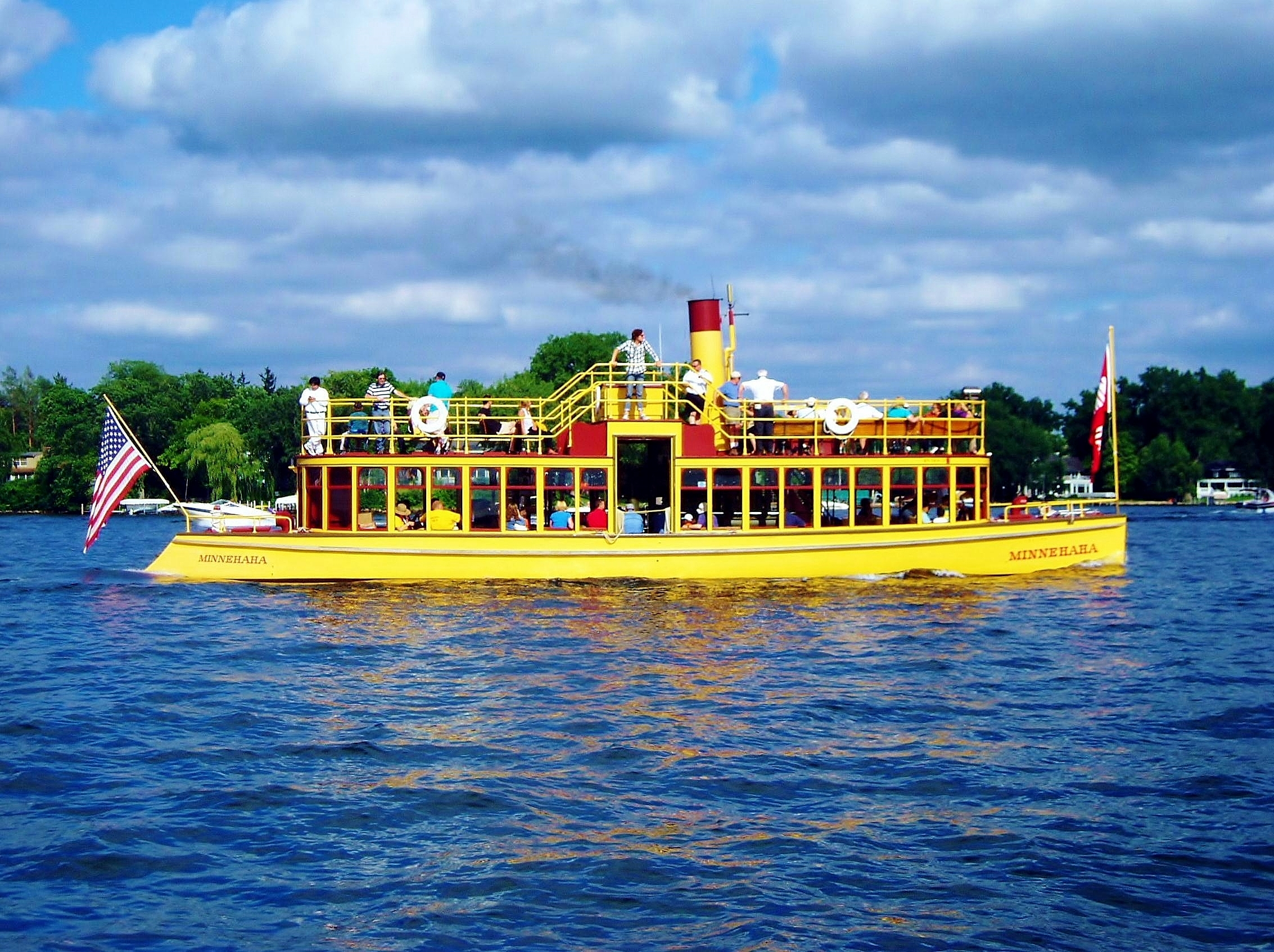
Minnehaha en 2010
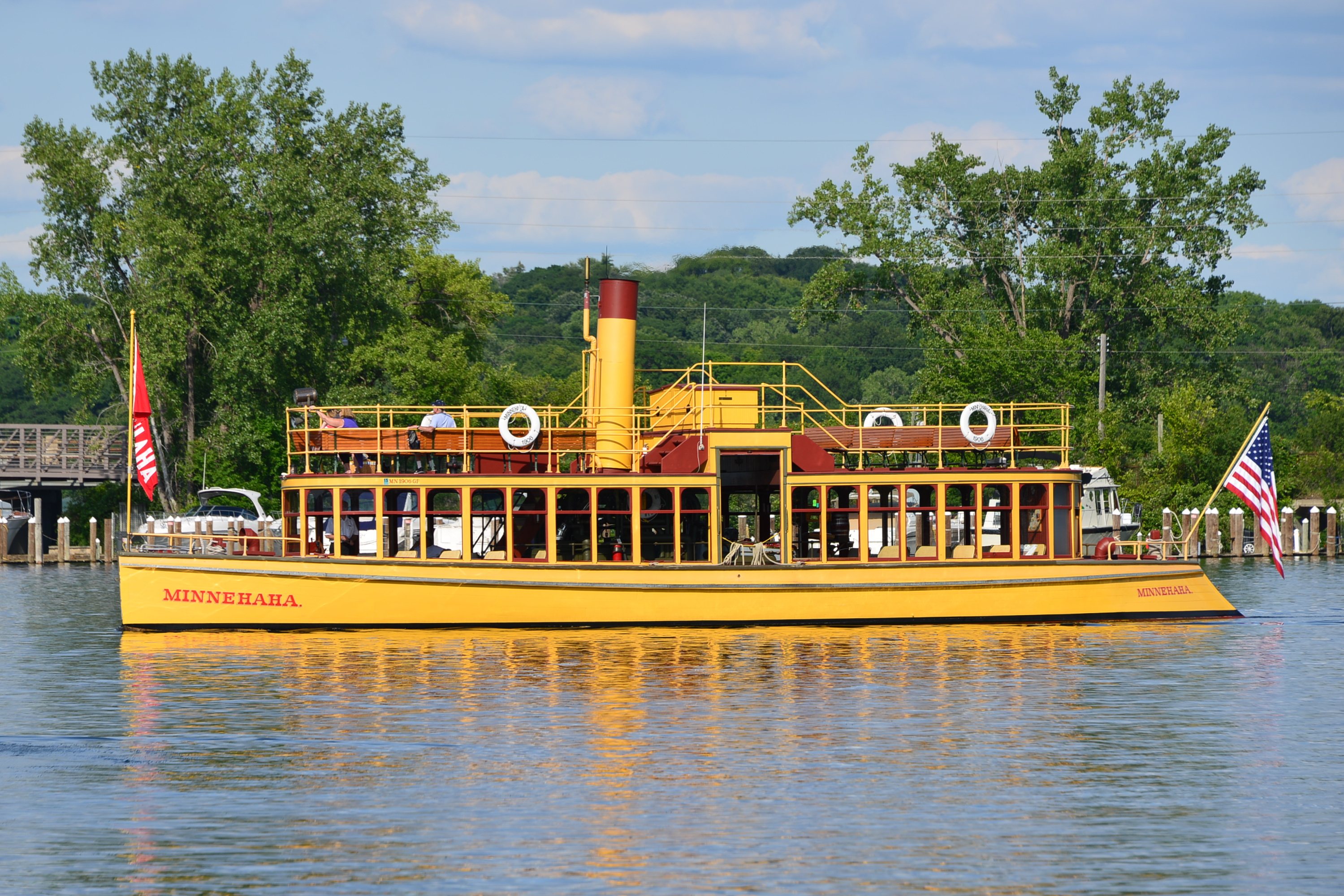
Minnehaha en 2014
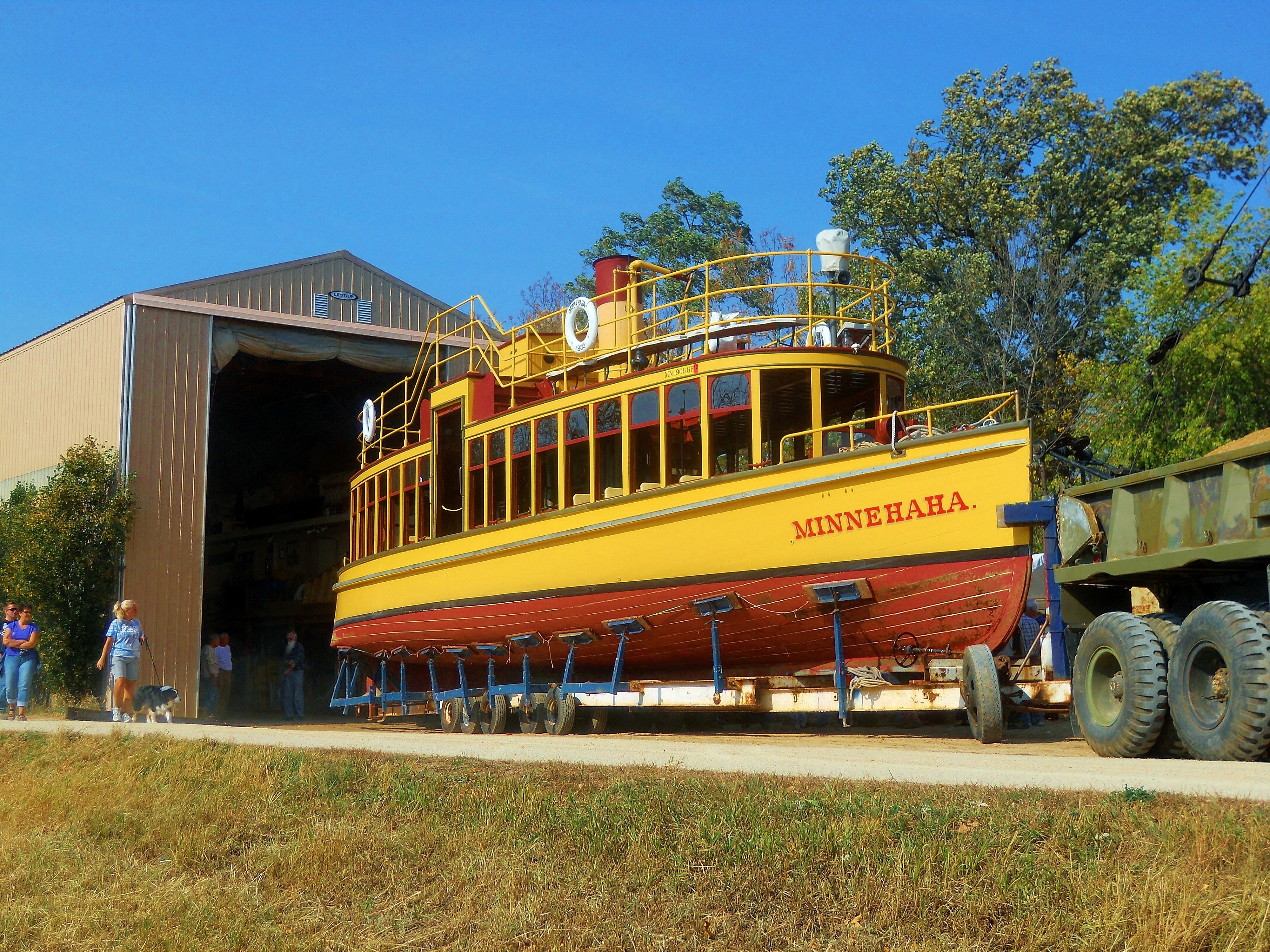
Minnehaha et son hangar